# 8965 Сітрінелла
8965 Сітріне́лла (8965 Citrinella) — астероїд головного поясу, відкритий 17 жовтня 1960 року.
Тіссеранів параметр щодо Юпітера — 3,188.